# ساکوراجیما
ساکوراجیما (به ژاپنی: 桜島) به معنای جزیره شکوفه گیلاس یک آتشفشان چینه ای فعال و یک جزیره پیشین در استان کاگوشیما در کیوشو در ژاپن است.

## نگارخانه

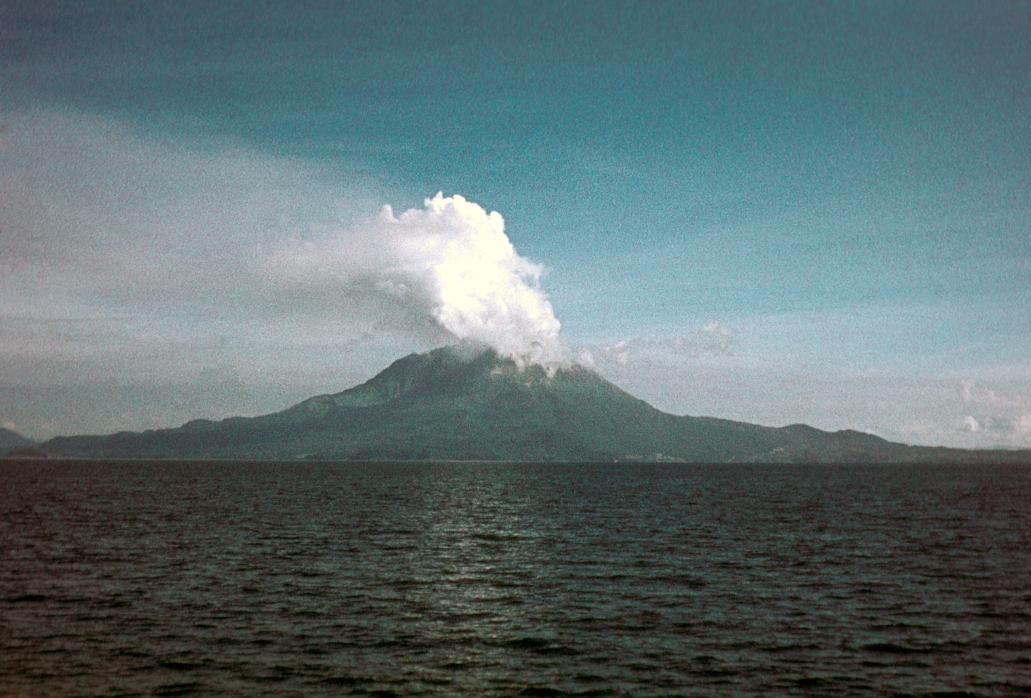
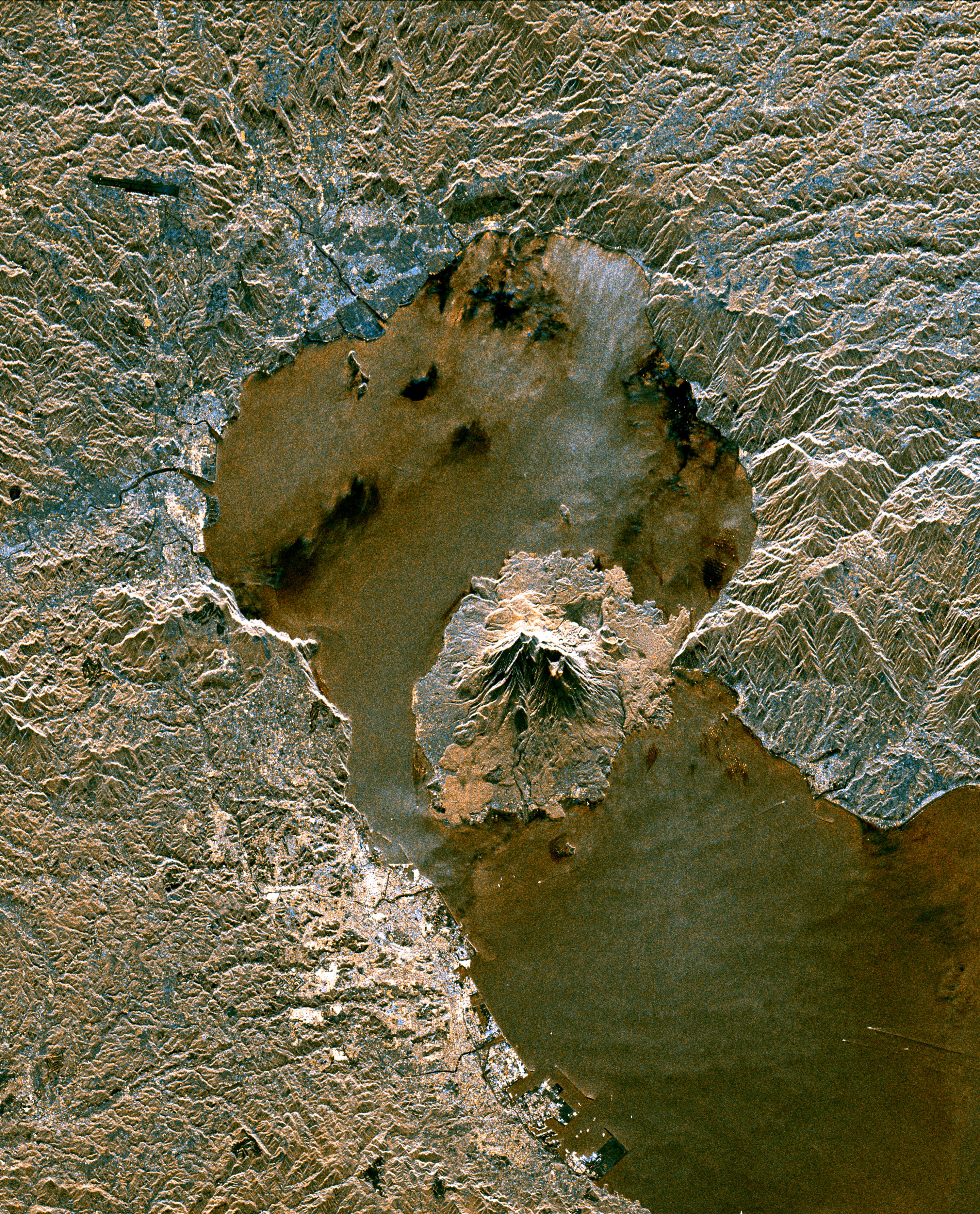
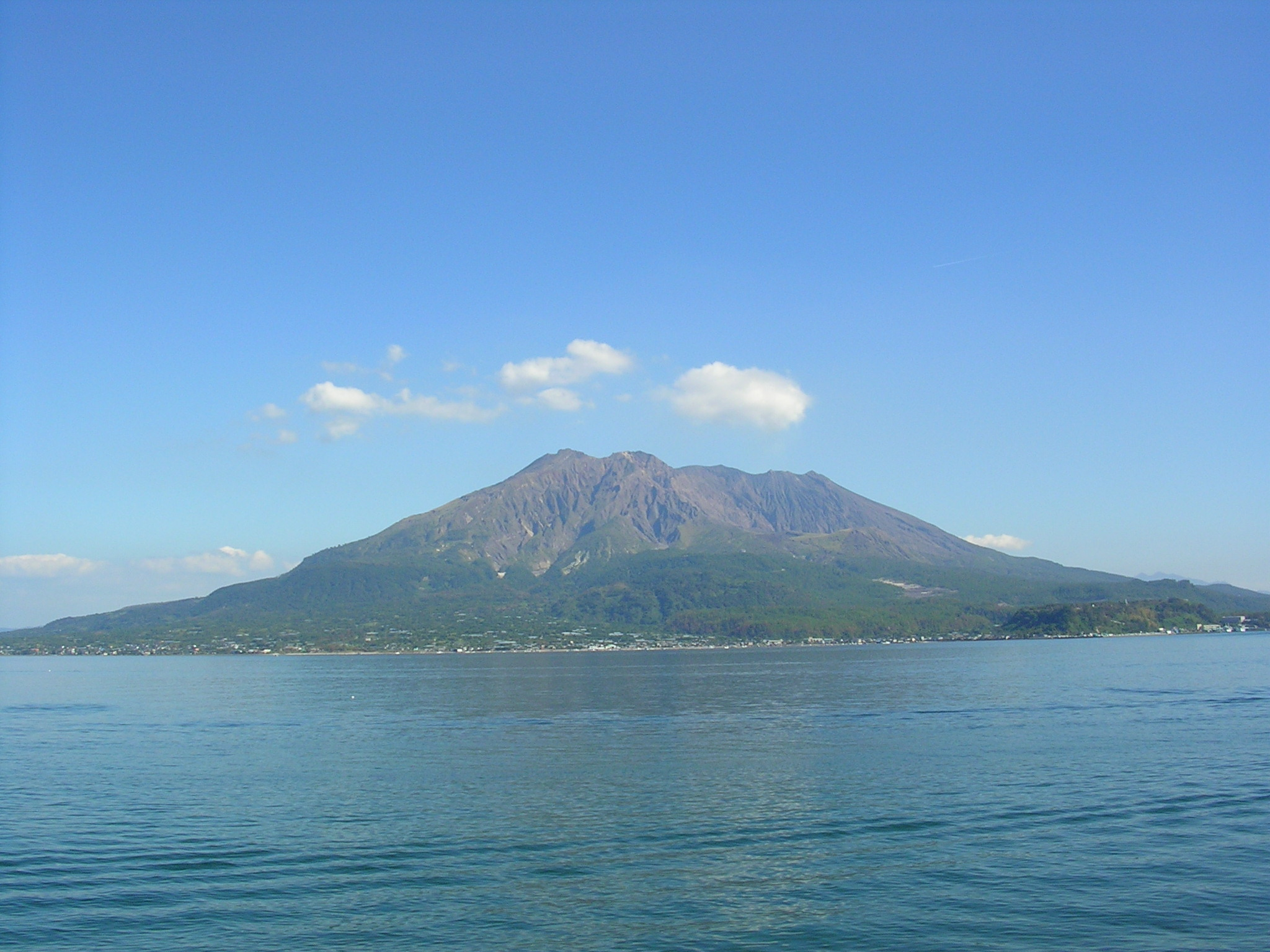
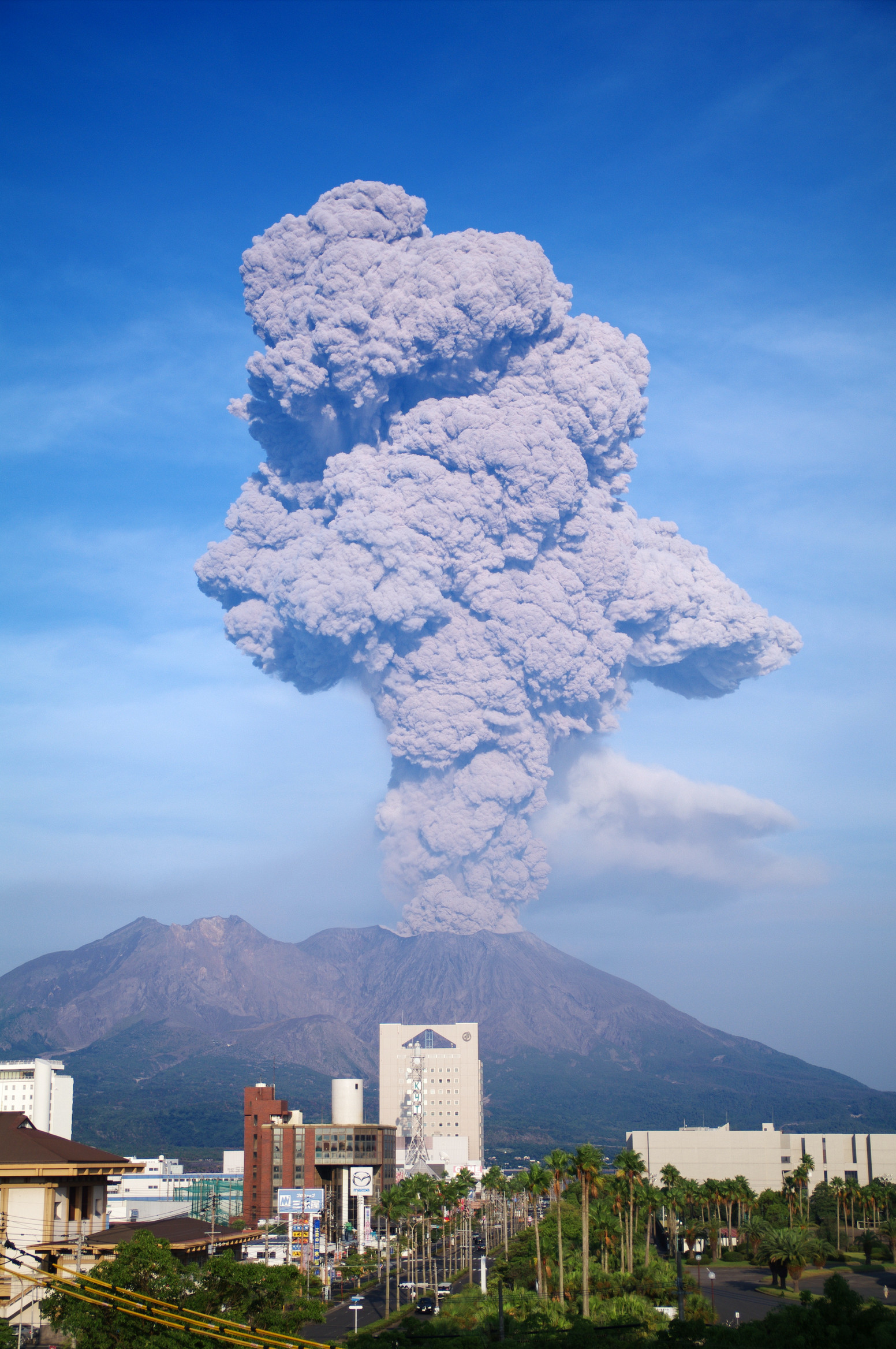
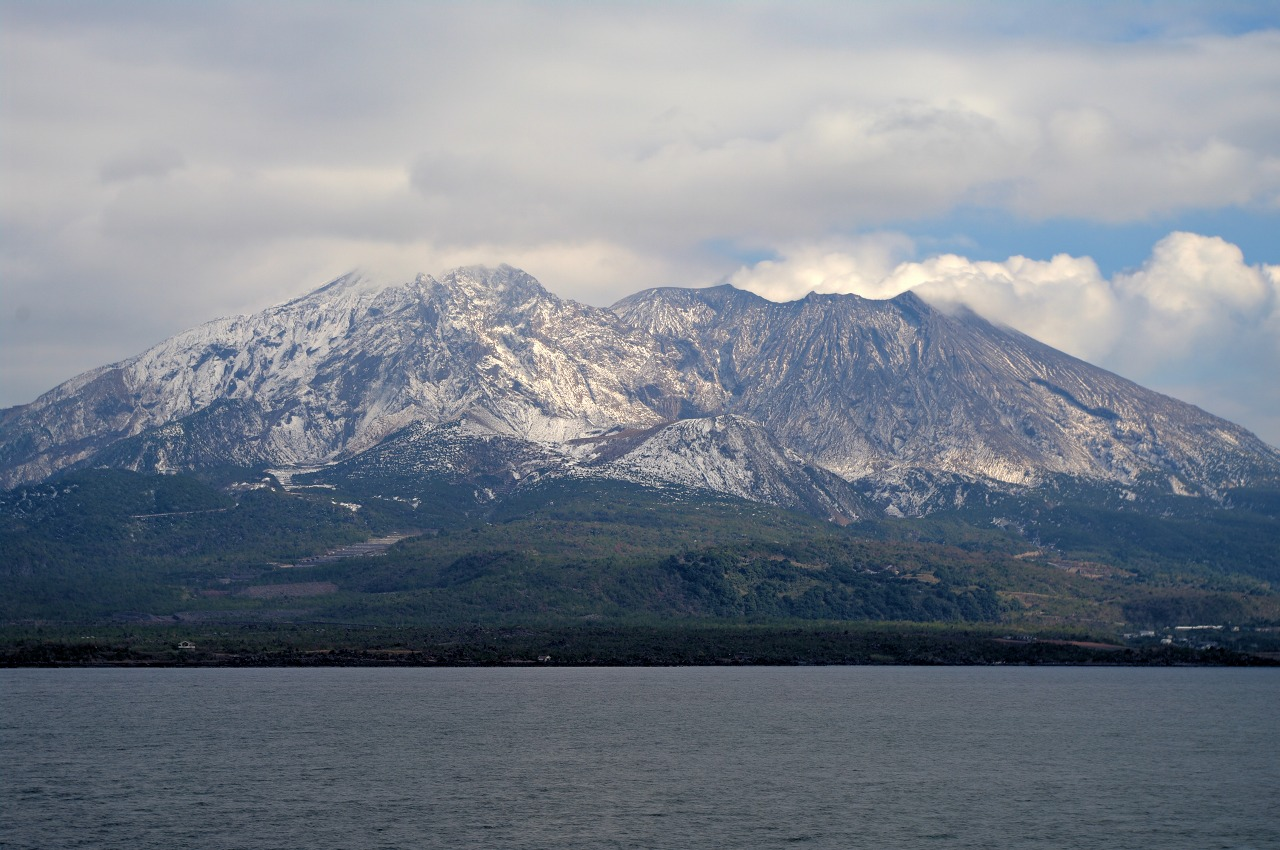
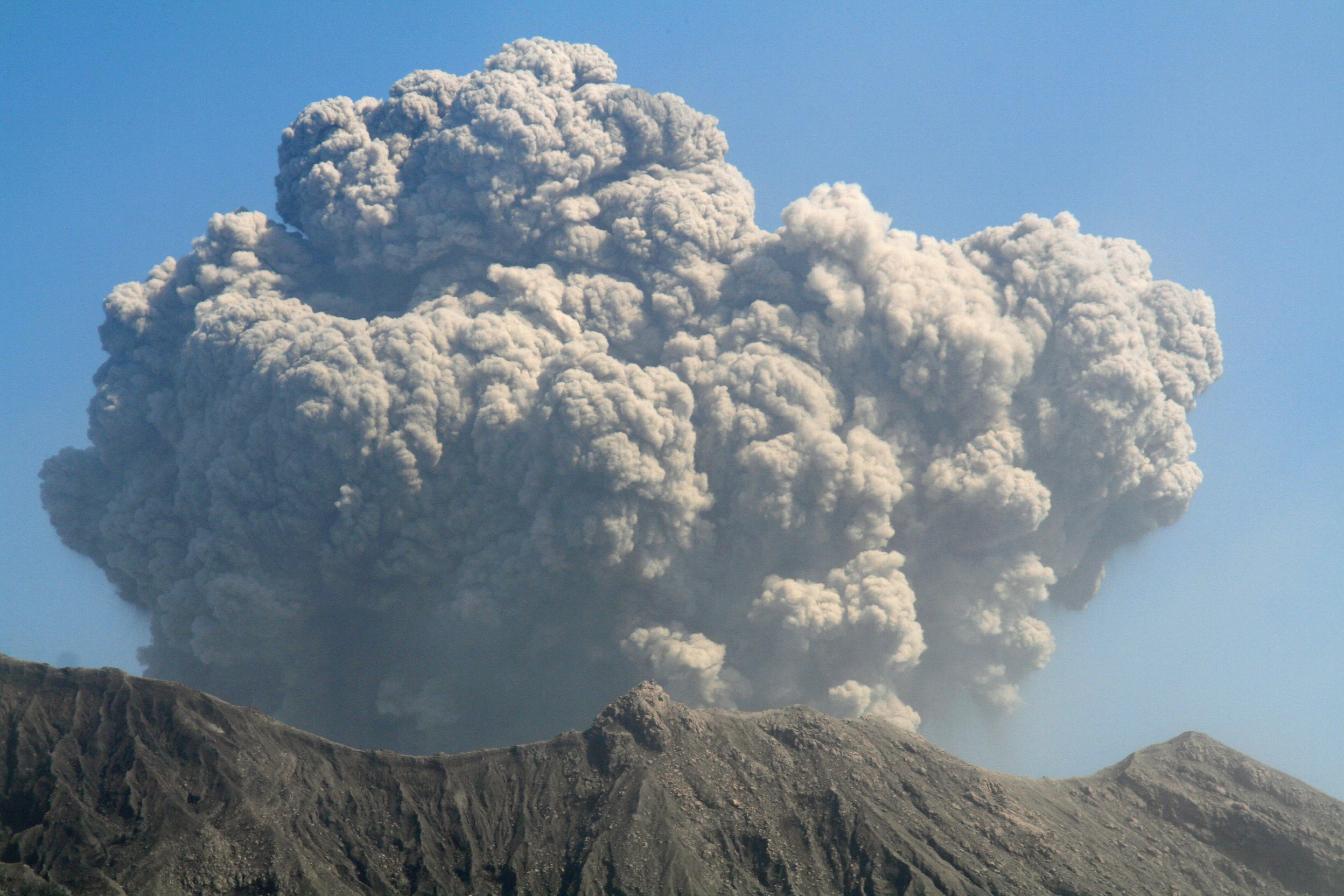
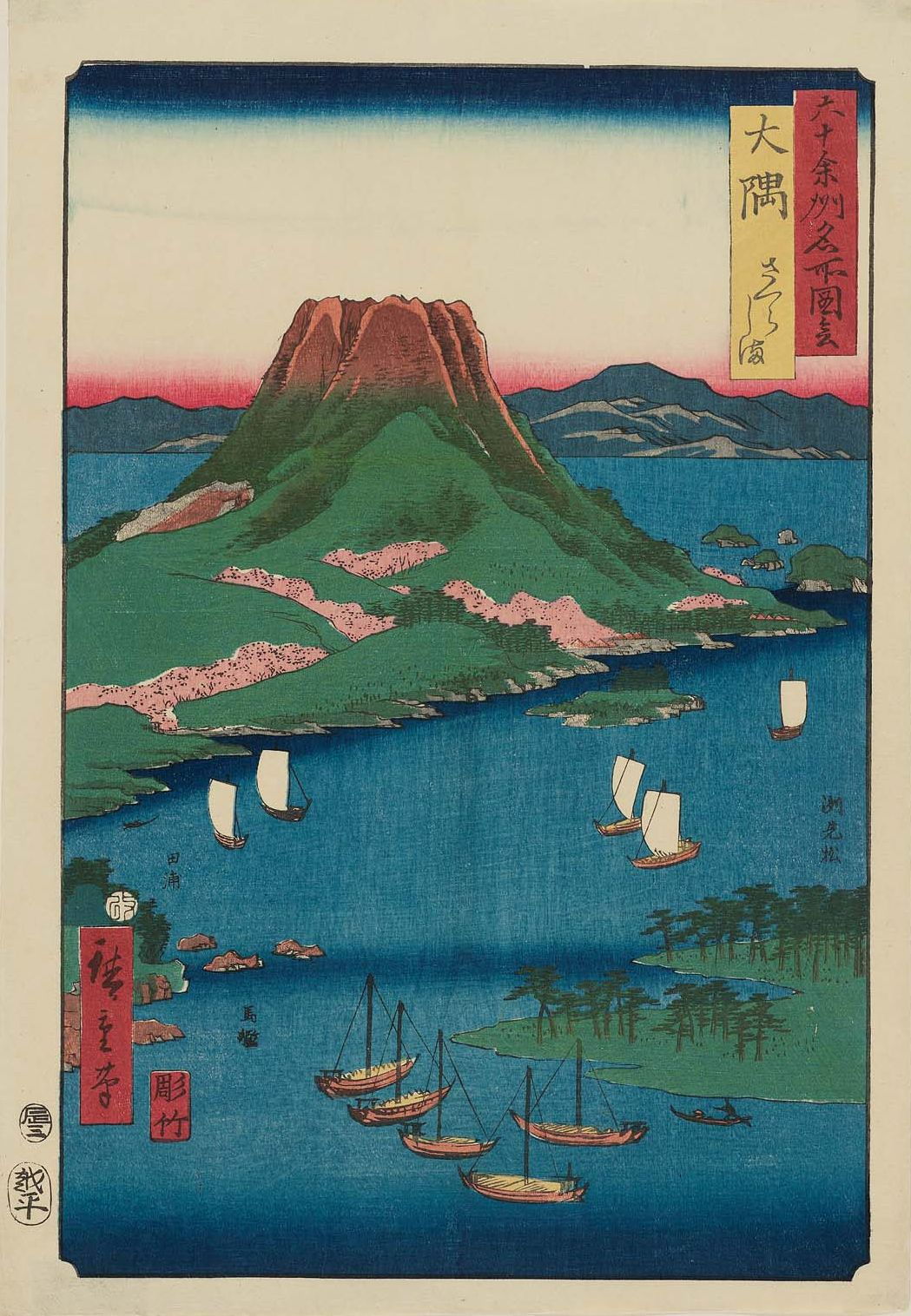
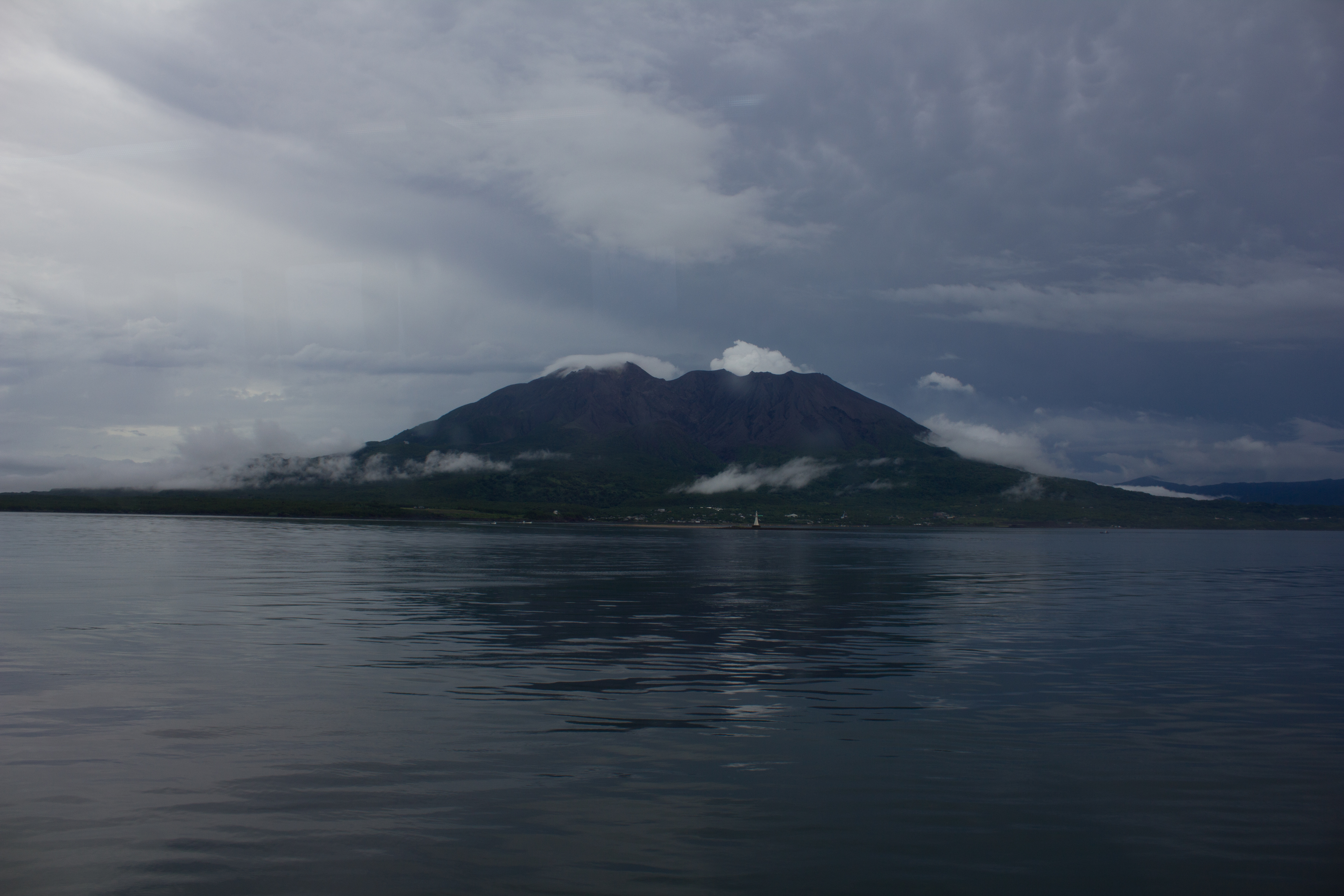